# Emmett Forrest Branch
Emmett Forrest Branch, född 16 maj 1874 i Martinsville i Indiana, död där 23 februari 1932, var en amerikansk republikansk politiker. Han var Indianas viceguvernör 1921–1924 och guvernör 1924–1925.
Branch utexaminerades 1896 från Indiana University och studerade sedan juridik. Han deltog i spansk-amerikanska kriget och första världskriget. Mellan 1903 och 1909 satt han i Indianas representanthus. I Martinsville arbetade han som advokat och affärsman.
Branch efterträdde 1921 Edgar D. Bush som viceguvernör. Guvernör Warren T. McCray avgick 1924 och efterträddes av Branch. Han innehade guvernörsämbetet fram till slutet av McCrays ämbetsperiod och efterträddes 1925 som guvernör av Edward L. Jackson. Branch avled 1932 och gravsattes på Hilldale Cemetery i Martinsville.